# Alexandria (Luisiana)
Alexandria es una ciudad ubicada en la parroquia de Rapides, en el estado estadounidense de Luisiana. Fundada en 1785, a través de una concesión de tierras por parte del gobernador de la Luisiana Española al comerciante Alexander Fulton, es la actual sede de la parroquia. En el año 2010 tenía una población de 47 723 habitantes y una densidad poblacional de 682,73 personas por km². Se encuentra a orillas del río Rojo.

## Demografía
Según la Oficina del Censo en 2000 los ingresos medios por hogar en la localidad eran de $26,097 y los ingresos medios por familia eran $31,978. Los hombres tenían unos ingresos medios de $29,456 frente a los $20,154  para las mujeres. La renta per cápita para la localidad era de $16,242. Alrededor del 27.4% de la población estaban por debajo del umbral de pobreza.

## Clima
| Parámetros climáticos promedio de Alexandria, Luisiana (normales 1991–2020, extremos 1892–presente) | Parámetros climáticos promedio de Alexandria, Luisiana (normales 1991–2020, extremos 1892–presente) | Parámetros climáticos promedio de Alexandria, Luisiana (normales 1991–2020, extremos 1892–presente) | Parámetros climáticos promedio de Alexandria, Luisiana (normales 1991–2020, extremos 1892–presente) | Parámetros climáticos promedio de Alexandria, Luisiana (normales 1991–2020, extremos 1892–presente) | Parámetros climáticos promedio de Alexandria, Luisiana (normales 1991–2020, extremos 1892–presente) | Parámetros climáticos promedio de Alexandria, Luisiana (normales 1991–2020, extremos 1892–presente) | Parámetros climáticos promedio de Alexandria, Luisiana (normales 1991–2020, extremos 1892–presente) | Parámetros climáticos promedio de Alexandria, Luisiana (normales 1991–2020, extremos 1892–presente) | Parámetros climáticos promedio de Alexandria, Luisiana (normales 1991–2020, extremos 1892–presente) | Parámetros climáticos promedio de Alexandria, Luisiana (normales 1991–2020, extremos 1892–presente) | Parámetros climáticos promedio de Alexandria, Luisiana (normales 1991–2020, extremos 1892–presente) | Parámetros climáticos promedio de Alexandria, Luisiana (normales 1991–2020, extremos 1892–presente) | Parámetros climáticos promedio de Alexandria, Luisiana (normales 1991–2020, extremos 1892–presente) |
| Mes                                                                                                 | Ene.                                                                                                | Feb.                                                                                                | Mar.                                                                                                | Abr.                                                                                                | May.                                                                                                | Jun.                                                                                                | Jul.                                                                                                | Ago.                                                                                                | Sep.                                                                                                | Oct.                                                                                                | Nov.                                                                                                | Dic.                                                                                                | Anual                                                                                               |
| --------------------------------------------------------------------------------------------------- | --------------------------------------------------------------------------------------------------- | --------------------------------------------------------------------------------------------------- | --------------------------------------------------------------------------------------------------- | --------------------------------------------------------------------------------------------------- | --------------------------------------------------------------------------------------------------- | --------------------------------------------------------------------------------------------------- | --------------------------------------------------------------------------------------------------- | --------------------------------------------------------------------------------------------------- | --------------------------------------------------------------------------------------------------- | --------------------------------------------------------------------------------------------------- | --------------------------------------------------------------------------------------------------- | --------------------------------------------------------------------------------------------------- | --------------------------------------------------------------------------------------------------- |
| Temp. máx. abs. (°C)                                                                                | 30.6                                                                                                | 31.1                                                                                                | 33.9                                                                                                | 36.7                                                                                                | 37.2                                                                                                | 41.1                                                                                                | 42.8                                                                                                | 43.3                                                                                                | 42.8                                                                                                | 36.7                                                                                                | 33.3                                                                                                | 29.4                                                                                                | 43.3                                                                                                |
| Temp. máx. media (°C)                                                                               | 14.7                                                                                                | 17                                                                                                  | 20.9                                                                                                | 24.6                                                                                                | 28.5                                                                                                | 31.8                                                                                                | 33.2                                                                                                | 33.6                                                                                                | 31.2                                                                                                | 26.1                                                                                                | 20.1                                                                                                | 15.8                                                                                                | 24.8                                                                                                |
| Temp. media (°C)                                                                                    | 9.2                                                                                                 | 11.2                                                                                                | 15.1                                                                                                | 18.8                                                                                                | 23.2                                                                                                | 26.8                                                                                                | 28.1                                                                                                | 28.2                                                                                                | 25.6                                                                                                | 19.9                                                                                                | 14.1                                                                                                | 10.3                                                                                                | 19.2                                                                                                |
| Temp. mín. media (°C)                                                                               | 3.6                                                                                                 | 5.4                                                                                                 | 9.3                                                                                                 | 13                                                                                                  | 17.9                                                                                                | 21.7                                                                                                | 23.1                                                                                                | 22.8                                                                                                | 20                                                                                                  | 13.7                                                                                                | 8                                                                                                   | 4.7                                                                                                 | 13.6                                                                                                |
| Temp. mín. abs. (°C)                                                                                | -15.6                                                                                               | -16.1                                                                                               | -5.6                                                                                                | -0.6                                                                                                | 3.3                                                                                                 | 10                                                                                                  | 13.9                                                                                                | 12.8                                                                                                | 4.4                                                                                                 | -2.8                                                                                                | -6.7                                                                                                | -13.9                                                                                               | -16.1                                                                                               |
| Precipitación total (mm)                                                                            | 155.7                                                                                               | 130.3                                                                                               | 131.6                                                                                               | 138.2                                                                                               | 116.3                                                                                               | 134.4                                                                                               | 115.6                                                                                               | 109.2                                                                                               | 101.1                                                                                               | 124.2                                                                                               | 138.4                                                                                               | 151.9                                                                                               | 1546.9                                                                                              |
| Nevadas (cm)                                                                                        | 0                                                                                                   | 0.3                                                                                                 | 0                                                                                                   | 0                                                                                                   | 0                                                                                                   | 0                                                                                                   | 0                                                                                                   | 0                                                                                                   | 0                                                                                                   | 0                                                                                                   | 0.8                                                                                                 | 0                                                                                                   | 1                                                                                                   |
| Días de precipitaciones (≥ 0.2 mm)                                                                  | 9.4                                                                                                 | 8.4                                                                                                 | 8.0                                                                                                 | 6.6                                                                                                 | 7.2                                                                                                 | 9.4                                                                                                 | 8.7                                                                                                 | 8.2                                                                                                 | 6.3                                                                                                 | 6.0                                                                                                 | 6.9                                                                                                 | 8.8                                                                                                 | 93.9                                                                                                |
| Fuente: NOAA                                                                                        | | | | | | | | | | | | | |